# Álex Baena
Alejandro "Álex" Baena Rodríguez (sinh ngày 20 tháng 7 năm 2001) là một cầu thủ bóng đá chuyên nghiệp người Tây Ban Nha hiện đang thi đấu ở vị trí tiền vệ cánh trái hoặc tiền vệ tấn công cho câu lạc bộ Villarreal tại La Liga và đội tuyển quốc gia Tây Ban Nha.

## Sự nghiệp câu lạc bộ
Baena sinh ra ở Roquetas de Mar, Almería, Andalusia và gia nhập đội bóng trẻ Villarreal CF vào năm 2011, từ CD Roquetas. Anh đã có trận ra mắt với đội bóng C vào ngày 21 tháng 12 năm 2018, vào sân thay người ở hiệp hai trong chiến thắng 2–0 trên sân nhà trước UD Rayo Ibense tại Tercera División.
Trước mùa giải 2019–20, Baena được triệu tập vào đội B ở Segunda División B và ra mắt đội bóng trong chiến thắng 3–0 trước UE Llagostera vào ngày 14 tháng 9 năm 2019. Ngày 13 tháng 7 năm 2020, anh có trận ra mắt đội một Villarreal tại La Liga, vào sân từ băng ghế dự bị thay cho Manu Trigueros trong trận thua 1–2 trên sân nhà trước Real Sociedad.
Ngày 5 tháng 11 năm 2020, Baena ghi bàn thắng đầu tiên trong sự nghiệp là bàn thắng thứ ba cho Villarreal trong chiến thắng 4–0 trên sân nhà trước Maccabi Tel Aviv FC tại UEFA Europa League. Bảy ngày sau, anh gia hạn hợp đồng đến năm 2025.
Ngày 19 tháng 8 năm 2021, Baena chuyển đến câu lạc bộ Girona FC ở Segunda División theo dạng cho mượn một năm. Một năm sau, anh trở lại Villarrael và đá chính trong trận gặp Real Valladolid vào ngày 13 tháng 8 năm 2022, lập cú đúp giúp đội bóng giành chiến thắng 3–0.
Ngày 26 tháng 8 năm 2022, Baena cùng đồng đội Nicolas Jackson được đôn lên đội hình chính.

## Sự nghiệp quốc tế
Baena đại diện cho Tây Ban Nha ở các cấp U16, U17, U18, U19 và U20 tuổi, tham dự Giải vô địch U17 châu Âu 2018.

## Thống kê sự nghiệp

### Câu lạc bộ
Tính đến ngày 25 tháng 5 năm 2024
| Câu lạc bộ          | Mùa giải            | Giải đấu            | Giải đấu | Giải đấu | Cúp Quốc gia | Cúp Quốc gia | Châu lục | Châu lục | Khác | Khác | Tổng cộng | Tổng cộng |
| Câu lạc bộ          | Mùa giải            | Hạng đấu            | Trận     | Bàn      | Trận         | Bàn          | Trận     | Bàn      | Trận | Bàn  | Trận      | Bàn       |
| ------------------- | ------------------- | ------------------- | -------- | -------- | ------------ | ------------ | -------- | -------- | ---- | ---- | --------- | --------- |
| Villarreal C        | 2019–20             | Tercera División    | 1        | 0        | —            | —            | —        | —        | —    | —    | 1         | 0         |
| Villarreal B        | 2019–20             | Segunda División B  | 23       | 0        | —            | —            | —        | —        | —    | —    | 23        | 0         |
| Villarreal B        | 2020–21             | Segunda División B  | 0        | 0        | —            | —            | —        | —        | —    | —    | 0         | 0         |
| Villarreal B        | Tổng cộng           | Tổng cộng           | 23       | 0        | 0            | 0            | 0        | 0        | 0    | 0    | 23        | 0         |
| Villarreal          | 2019–20             | La Liga             | 1        | 0        | 1            | 0            | —        | —        | —    | —    | 2         | 0         |
| Villarreal          | 2020–21             | La Liga             | 6        | 0        | 5            | 0            | 9        | 2        | —    | —    | 20        | 2         |
| Villarreal          | 2022–23             | La Liga             | 35       | 6        | 4            | 2            | 9        | 4        | —    | —    | 48        | 12        |
| Villarreal          | 2023–24             | La Liga             | 34       | 2        | 3            | 1            | 8        | 2        | —    | —    | 45        | 5         |
| Villarreal          | Tổng cộng           | Tổng cộng           | 76       | 8        | 13           | 3            | 26       | 8        | 0    | 0    | 115       | 19        |
| Girona (mượn)       | 2021–22             | Segunda División    | 38       | 5        | 3            | 0            | —        | —        | 4    | 0    | 45        | 5         |
| Tổng cộng sự nghiệp | Tổng cộng sự nghiệp | Tổng cộng sự nghiệp | 138      | 13       | 16           | 3            | 26       | 8        | 4    | 0    | 184       | 24        |

1. ↑  Bao gồm Copa del Rey
2. 1 2  Ra sân tại UEFA Europa League
3. ↑  Ra sân tại UEFA Europa Conference League
4. ↑  Ra sân tại La Liga play-offs

### Quốc tế
Tính đến ngày 14 tháng 7 năm 2024
| Đội tuyển quốc gia | Năm       | Trận | Bàn |
| ------------------ | --------- | ---- | --- |
| Tây Ban Nha        | 2023      | 1    | 1   |
| Tây Ban Nha        | 2024      | 4    | 0   |
| Tổng cộng          | Tổng cộng | 5    | 1   |

Tính đến match played 12 tháng 9 năm 2023
Bàn thắng và kết quả của Tây Ban Nha được để trước
| # | Ngày                | Địa điểm                                              | Số trận | Đối thủ | Bàn thắng | Kết quả | Giải đấu                 |
| - | ------------------- | ----------------------------------------------------- | ------- | ------- | --------- | ------- | ------------------------ |
| 1 | 12 tháng 9 năm 2023 | Sân vận động Nuevo Los Cármenes, Granada, Tây Ban Nha | 1       | Síp     | 6–0       | 6–0     | Vòng loại UEFA Euro 2024 |

## Danh hiệu
Villarreal
- UEFA Europa League: 2020–21[11]

U-23 Tây Ban Nha
- Huy chương Vàng Thế vận hội Mùa hè: 2024[12]

Tây Ban Nha
- UEFA European Championship: 2024[13]